# Србија на Светском првенству у атлетици на отвореном 2013.
Србија је на Светском првенству у атлетици на отвореном 2013. одржаном у Москви од 10. до 18. августа, учествовала четврти пут као самостална земља, са 8 спортиста у исто толико атлетских дисциплина.,
Ово је било најуспешније светско првенство за српске атлетичаре. Ивана Шпановић је донела прву медаљу за српску атлетику на светским првенствима. Представници Србије су освојили две бронзане медаље, поставили 4 национална рекорда и у укупном пласману по броју освојених медаља делили 31 место са представницима Шпаније, од укупно 206 земаља учесница и 38 земаља које су освајале медаље. Још бољи пласман умали су у табели успешности (према броју и пласману такмичара који су учествовали у финалним такмичењима (првих 8 такмичара)), делила је 25 место са Шведском са 12 бодова. По овом основу бодове су добили представници 60 земаља.
| Пл. | Земља  | 1. место | 2. место | 3. место | 4. место | 5. место | 6. место | 7. место | 8. место | Бр. фин. Бод. |
| --- | ------ | -------- | -------- | -------- | -------- | -------- | -------- | -------- | -------- | ------------- |
| 25. | Србија | 0        | 0        | 2 - 5    | 0        | 0        | 0        | 0        | 2 - 1    | 4 - 12        |

## Учесници
| Мушкарци: - Емир Бекрић, АК Партизан — 400 м препоне - Предраг Филиповић, АК Власотинце — 50 км ходање - Асмир Колашинац, АК Партизан — Бацање кугле - Михаил Дудаш, АК Војводина — Десетобој | Жене: - Амела Терзић, АК Нови Пазар — 1.500 м - Ивана Шпановић, АК Војводина — Скок удаљ - Драгана Томашевић, АК Сирмијум — Бацање диска - Татјана Јелача, АК Црвена звезда — Бацање копља |  |

## Освајачи медаља (2)

### Бронза
- Ивана Шпановић — Скок удаљ
- Емир Бекрић — 400 м препоне

## Нови националнни рекорди
| Дисциплина         | Резултат | Спортиста      |
| ------------------ | -------- | -------------- |
| скок удаљ, жене    | 6,82     | Ивана Шпановић |
| бацање копља, жене | 62,68    | Татјана Јелача |
| 400 м пр, мушкарци | 48,05    | Емир Бекрић    |
| десетобој          | 8.275    | Михаил Дудаш   |

## Резултати

### Мушкарци
| Атлетичар         | Дисциплина    | Лични рекорд | Квалификације | Квалификације | Полуфинале | Полуфинале  | Финале       | Финале       | Детаљи |
| Атлетичар         | Дисциплина    | Лични рекорд | Резултат      | Место         | Резултат   | Место       | Резултат     | Место        | Детаљи |
| ----------------- | ------------- | ------------ | ------------- | ------------- | ---------- | ----------- | ------------ | ------------ | ------ |
| Емир Бекрић       | 400 м препоне | 48,76 НР     | 49,16         | 1 гр. 2 КВ    | 48,36 НР   | 2. пф. 2 КВ | 48,05 НР     |              |        |
| Предраг Филиповић | 50 км ходање  | 3:57:22      |               |               |            |             | Није завршио | Није завршио |        |
| Асмир Колашинац   | бацање кугле  | 20,85        | 20,07         | 4 у гр А КВ   |            |             | 19,96        | 10 / 29      |        |

Десетобој
| Дисциплина    | Михаил Дудаш | Михаил Дудаш | Михаил Дудаш | Михаил Дудаш | Михаил Дудаш | Михаил Дудаш |
| Дисциплина    | Лич. рек.    | Резултат     | Бод.         | Плас.        | Укупно       | Плас.        |
| ------------- | ------------ | ------------ | ------------ | ------------ | ------------ | ------------ |
| 100 м         | 10,71        | 10,67        | 935          | 5            |              |              |
| Скок удаљ     | 7,63         | 7,51         | 937 ЛР       | 8            | 1.872        | 5            |
| Бацање кугле  | 13,85        | 13,45        | 695          | 27           | 2.567        | 10           |
| Скок увис     | 2,04         | 1,96         | 767          | 18           | 3.334        | 14           |
| 400 м         | 47,47        | 47,73        | 922 ЛРС      | 3            | 4.256        | 9            |
| 110 м препоне | 14,80        | 14,59 ЛР     | 900          | 16           | 5.156        | 12           |
| Бацање диска  | 44,70        | 44,06 ЛРС    | 748          | 16           | 5.904        | 12           |
| Скок мотком   | 4,90         | 4,90 =ЛР     | 880          | 14           | 6.784        | 11           |
| Бацање копља  | 59,98        | 59,06 ЛРС    | 724          | 20           | 7.508        | 15           |
| 1.500 м       | 4:24,30      | 4:26,62 ЛРС  | 767          | 8            | 8.275 НР     | 14 /34       |

### Жене
| Атлетичар         | Дисциплина   | Лични рекорд | Квалификације | Квалификације | Полуфинале        | Полуфинале        | Финале            | Финале  | Детаљи |
| Атлетичар         | Дисциплина   | Лични рекорд | Резултат      | Место         | Резултат          | Место             | Резултат          | Место   | Детаљи |
| ----------------- | ------------ | ------------ | ------------- | ------------- | ----------------- | ----------------- | ----------------- | ------- | ------ |
| Амела Терзић      | 1.500. м     | 4:05,69 НР   | 4:27,89       | 13. у гр 1    | Није се пласирала | Није се пласирала | Није се пласирала | 37 / 37 |        |
| Ивана Шпановић    | скок удаљ    | 6,78 НР      | 6,63          | 5. у гр. А КВ |                   |                   | 6,82 НР           |         |        |
| Драгана Томашевић | Бацање диска | 63,63 НР     | 58,79         | 6 у гр А      | Није се пласирала | 14 / 26           |                   |         |        |
| Татјана Јелача    | Бацање копља | 60,89 НР     | 62,68 НР      | 3 у гр, Б КВ  | 60,81             | 9 / 27            |                   |         |        |

Легенда: НР = национални рекорд, ЛР= лични рекорд, РС = Рекорд сезоне (најбољи резултат у сезони до почетка првенства), КВ = квалификован (испунио норму), кв = квалификовао (према резултату)

## Галерија српских учесника СП 2013
- Емир Бекрић
- Михаил Дудаш
- Амела Терзић
- Асмир Колашинац